# Gustave Delahante
Gustave Delahante (Mâcon, 16 novembre 1816 – Versailles, 2 aprile 1905) è stato un imprenditore francese, finanziere, amministratore e dirigente di compagnie ferroviarie.

## Biografia
Gustave nacque da Adrien Delahante, dirigente finanziario e banchiere, e da Sophie Brossin de Saint-Didier. Entrò nella Compagnie du chemin de fer de Paris à Orléans sin dalla sua creazione nel 1838 patrocinato da François Bartholoni. Ne divenne amministratore, vice direttore dell'esercizio nel 1841 e quindi capo dal 1845 al 1847.
Nel 1844 Delahante prese parte, insieme a quattro altri dirigenti di compagnie ferroviarie, alla creazione, in Francia, della Conferenza delle ferrovie in seguito divenuta Circolo delle ferrovie.
Entrò a far parte del consiglio di amministrazione della Compagnie des mines de la Loire nel 1845 e ne divenne direttore nel 1853. In conseguenza della sua vicinanza alle idee del Sansimonismo organizzò un servizio centrale di salvataggio per le miniere e un servizio sanitario gratuito. 
Entrò in compartecipazione con varie imprese finanziarie e ebbe rapporti con Charles de Morny del Crédit mobilier. Delahante fu uno dei grandi azionisti e amministratori della Compagnie du chemin de fer Grand-Central de France sin dalla sua nascita nel 1853. Fu tra i promotori della Compagnie des chemins de fer de jonction du Rhône à la Loire per mezzo della fusione tra Compagnie du chemin de fer de Saint-Étienne à Lyon, Compagnie du chemin de fer de Saint-Étienne à la Loire e Compagnie du chemin de fer de la Loire nello stesso periodo. Associato a Charles de Morny nei suoi rapporti finanziari con Casa Rothschild in Spagna prese parte a numerose concessioni ferroviarie in tale paese. Acquisirono inoltre un complesso metallurgico e minerario nel dipartimento di Dordogne.
Nel 1855, creò la Compagnie lyonnaise d'omnibus (CLO) insieme a Leopolde Lehon e Lacroix Saint-Pierre, per l'esercizio di una rete di omnibus a cavalli in Lione e nei comuni circonvicini. Nel 1856 divenne il gestore della Compagnie lyonnaise des omnibus, voitures et voies ferrées la cui ragione sociale cambiò in Gustave Delahante et Cie). Molti dei suoi interessi si estesero all'Italia in cui si interessò attivamente di concessioni e costruzioni ferroviarie in Piemonte e nell'Italia del sud. 
Fu uno dei fondatori e dei grandi azionisti del Credito Italiano e tra i fondatori del Crédit industriel et commercial nel 1859.
Nel 1864 prese parte alla creazione della Società di depositi e conti correnti e dell'approvvigionamento. Nel 1869 fu uno dei fondatori di due società ferroviarie di interesse locale, la Compagnie de Frévent à Gamaches e la Compagnie du chemin de fer du Tréport. Fu artefice di numerose operazioni immobiliari in Francia e in Italia acquistò Villa Rosebery, che detenne fino al 1897, ed estese i suoi interessi all'editoria; amministratore dell'Imprimerie Chaix dopo il 1880 ne fu anche presidente dal 1888 al 1892.
Fu membro del Circolo delle ferrovie, del Jockey Club di Parigi, dell'Union artistique, del circolo degli Champs-Élysées, del circolo degli agricoltori e del Circolo nazionale della stampa di Napoli.